# Célestine
Pour l’article homonyme, voir Célestine (homonymie).
La célestine est une espèce minérale composée de sulfate de strontium SrSO4, avec des traces de Ba et Ca. Il s'agit d'un minéral relativement abondant, typique des évaporites, mais aussi des milieux hydrothermaux.
La célestine doit son nom à sa couleur délicate, parfois bleue pâle, notamment à celle des premiers échantillons qui furent découverts. Son nom provient du mot latin caelestis signifiant céleste lui même dérivé du mot latin caelum désignant le ciel.
La célestine (pôle strontium) donne un isomorphisme complet avec la barytine (pôle baryum). Le sulfate de strontium donne en effet des solutions solides avec le sulfate de baryum, soit la barytine ou baryte, ainsi qu'avec le sulfate de calcium ou anhydrite. Elle fait partie du groupe de la baryte. Paradoxalement la couleur bleu pâle qui semble la caractériser n'est pas la plus couramment rencontrée.

## Caractéristiques physico-chimiques
Il s'agit d'un solide cristallin, de masse molaire 183,69 g/mol et de maille orthorhombique, souvent incolore, parfois blanc, de diverses nuances bleu blanc ou pâle, bien plus rarement bleu clair, bleu, bleu violet, vert. La célestine se présente sous forme de cristaux prismatiques aplatis ou allongés, moins souvent sous forme de tablettes. Les beaux cristaux tabulaires sont souvent les plus recherchés.
Ce minéral forme des masses rocheuses d'évaporites, assez denses et fragiles, parfois fibreuses, très souvent colorées par des impuretés en jaune, jaunâtre, bleu-vert, rouge clair, rougeâtre, brun, brun rouge...
Les belles pièces de collections sont le plus souvent trop tendres et fragiles pour être taillées facilement afin d'être portées. Mais il n'est pas rare de trouver des pièces taillées en pierres fines et préparées en cabochons ou en facettes, par exemple à partir des gros échantillons du lac Érié.
La célestine est très faiblement soluble dans l'eau et légèrement soluble dans l'acide sulfurique dilué, ainsi que la plupart des acides forts dilués. La solubilité dans l'eau pure reste stable avec une température peu élevée, soit 0,011 3 g à 0 °C, 0,011 4 g à 20 °C, 0,011 4 g à 30 °C pour 100 g d'eau. Elle est par contre soluble dans l'acide sulfurique concentré. Elle est insoluble dans l'alcool à 95°.
Les collectionneurs préfèrent néanmoins nettoyer leurs pièces aux acides dilués.
La célestine décrépite dans la flamme du chalumeau, qu'elle colore en rouge ou rouge carmin. Par contre, elle fond difficilement et laisse une boulette blanche. Par chauffage en tube à essai, elle laisse une perle blanche. Sa décomposition thermique au-delà de 1 580 °C permet de prouver une composition pondérale massique pure correspondant à 56,54 % en masse SrO et 43,6 % de SO3. L'oxyde de strontium contient parfois des impuretés d'oxyde de baryum BaO et de chaux vive CaO. Le trioxyde de soufre (SO3), ou anhydride sulfurique, est gazeux.
La célestine est facile à distinguer de la barytine par sa moindre densité et le test de flamme, ainsi que de l'anhydrite par sa densité plus élevée, sa dureté, et sa solubilité dans les acides.

## Inventeur et étymologie
La composition chimique de la célestine a été déterminée par le chimiste et minéralogiste prussien Martin Heinrich Klaproth en 1797, mais la célestine fut seulement décrite et dénommée par le minéralogiste et géologue saxon Abraham Gottlob Werner l'année suivante en 1798. Son nom est inspiré du latin coelestis ou caelestis (« céleste »), c'est-à-dire bleu blanc en allusion à la couleur de ses premiers échantillons.

## Topotype
Bell's Mill, Bellwood, Blair Co., Pennsylvanie, USA.

## Cristallographie
- Paramètres de la maille conventionnelle : {\displaystyle a} = 8,359 Å, {\displaystyle b} = 5,352 Å, {\displaystyle c} = 6,866 Å, Z = 4 ; V = 307,17 Å3
- Densité calculée = 3,97 g/cm3

## Cristallochimie
Isostructurelle avec la baryte et l'anglésite, elle appartient au groupe de la baryte :
Groupe de la baryte
Ces minéraux ont une structure orthorhombique et une formule chimique qui répond au terme général A(SO4) où A peut être le plomb, le baryum, le strontium ou le chrome.
- Anglésite, Pb(SO4)
- Baryte, Ba(SO4)
- Célestine, Sr(SO4)
- Hashemite, (Ba,Cr)(SO4)

## Gîtologie
La genèse primaire semble hydrothermale. La célestine est présente dans les cavités des roches volcaniques, remplies plus tardivement par des solutions hydrothermales de sulfate de strontium. Elle forme ainsi, tout en restant parfois très pure, des associations courantes avec le soufre bien connue en Sicile, parfois même avec le soufre et le gypse. L'origine de la célestine piégée en géode, contenant diverses autres minéralisations comme le soufre, la baryte, ou la fluorine est la même.
La célestine se retrouve en filon en association avec la galène, la blende et autres sulfures. Elle pourrait résulter d'une facile oxydation du sulfure de strontium SrS en sulfate SrSO4.
Plus fréquemment, elle reste un minéral disséminé dans les roches sédimentaires, elle est fréquente dans les calcaires, les dolomies et les grès. Elle est alors parfois observables en cristaux sur calcite, aragonite ou dolomite. Elle apparaît aussi en géodes et en nodules, dans des formations sédimentaires, par exemple les marnes de Bristol en Grande Bretagne.
Elle est surtout typique et abondante dans les dépôts d'évaporites, provenant de la précipitation et de l'assèchement d'eaux saumâtres ou marines concentrées. Même si ce n'est pas un constituant majeur des dépôts d'évaporites, elle peut former des lits ou bancs de 3 à 6 mètres d'épaisseur, comme par exemple dans les contrées désertiques californiennes ou, à moindre puissance, dans les gisements de strates exploitables. Toutefois, elle est le plus souvent associée avec l'anhydrite, le gypse et différents chlorures alcalins comme la halite, la sylvine...
Minéraux associés : soufre, calcite, aragonite, dolomite, anhydrite, gypse, halite, fluorine.

## Synonymie
Il existe pour ce minéral de nombreux synonymes :
- célestite – celestite ;
- cliftonite (Thomson) ;
- coelestine (A.H. Chester, 1896) ;
- colestine ;
- dioxynite ;
- eschwegite (Lévy, 1837)[9] ;
- schutzite ;
- sicilianite (D.G. Lenz, 1800)[10] ;
- strontiane sulfatée (René Just Haüy, 1798).

## Variétés
- Barian Celestine (synonyme : barytocélestine, barytocélestite, célestobarite pour les francophones ; barytocölestin (Ernst Friedrich Glocker 1839) pour les Allemands[11] ; barytosulfate of Strontian (T. Thomson, 1836), pour les anglo-saxons[12]) de formule (Sr,Ba)SO4, elle est le terme intermédiaire entre la célestine et la baryte. Il existe de nombreuses occurrences dans le monde notamment en France : 
  - Plan de Labasse, Nabias, Vallée d'Aure, Hautes-Pyrénées[13] ;
  - Basse-Normandie.
- Calciocélestine (synonyme : calciocélestite), de formule (Sr,Ca)SO4. Décrite par Wicke en 1860[14]. Il semble n'exister qu'une seule occurrence mondiale de ce minéral : Sierra Oscura, Socorro Co., New Mexico, USA.
- La célestine représente le principal constituant des tests d'antharea, un petit groupe de radiolaires.

## Gisements remarquables
- Autriche
- Allemagne

Strates cristallines des mines salines de Rudersdorf, Stassfurt, Bernburg, Waldeck
Gros cristaux de Dornburg en Saxe
- Angleterre en strates exploitables

Nouveaux Grès rouges près Pyle-Hill, Bristol, mais aussi géode et nodules dans les marnes sédimentaires de Bristol
Yate dans le Gloucestershire
- Canada

Cristaux de taille exceptionnelle, environ 50 à 70 cm, à Put-in-Bay au Lac Érié, et sur l'île Kelley.
- États-unis

Californie, comté de San Bernardino : lit de célestine de 3 à 6 mètres d'épaisseur
- France

Rémuzat (gisement « Laget »), Buis-les-Baronnies, Drôme
Carrière de Gypse d'Arignac, Tarascon-sur-Ariège, Ariège
- Italie

Miniera Floristella (Miniera Florestella), Valguarnera, Enna, Sicile
Agrigente, en association avec le soufre, à Perticara, gypse et soufre avec des cristaux prismatiques incolores de célestine
cristaux bleutés dans les cavités de basaltes à Montecchio Maggiore
- Libye
- Madagascar

cristaux bleu-azur dans les pegmatites
- Mexique

gisement de Matehuala
- Tunisie en strates exploitables

Hammam-Zriba Mine, Zriba-Village, Zaghouan
- Pologne
- Russie en strates exploitables

région de la Volga, aux confins du Turkestan
- Slovaquie

Cristaux sur calcite à Urvölqy (ancienne Herrengrund)
- Tchéquie

Petits cristaux bleu-clair sur aragonite, Špania Dolina

## Galerie

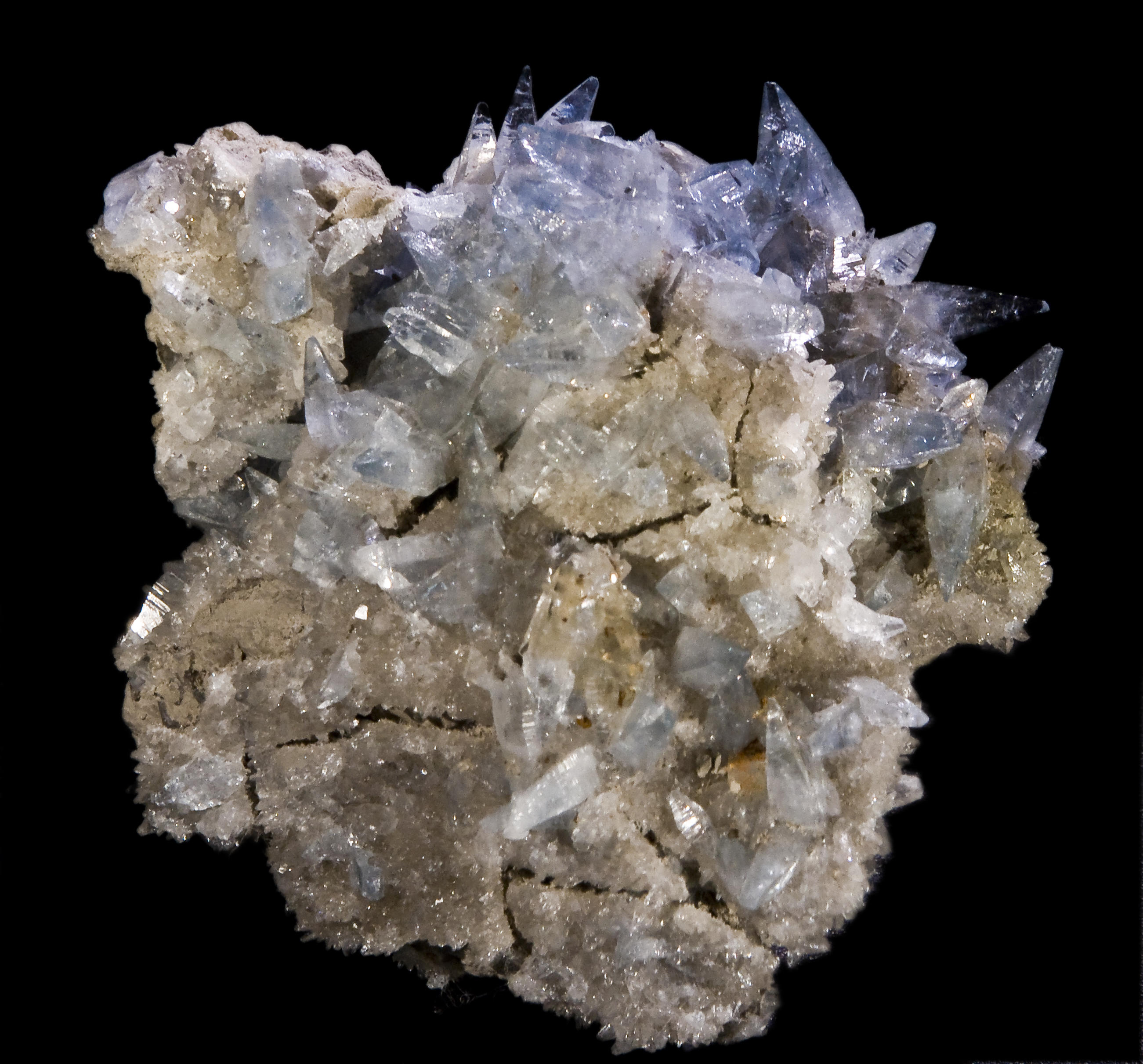
Célestine dans des septaria – Rémuzat, Drôme
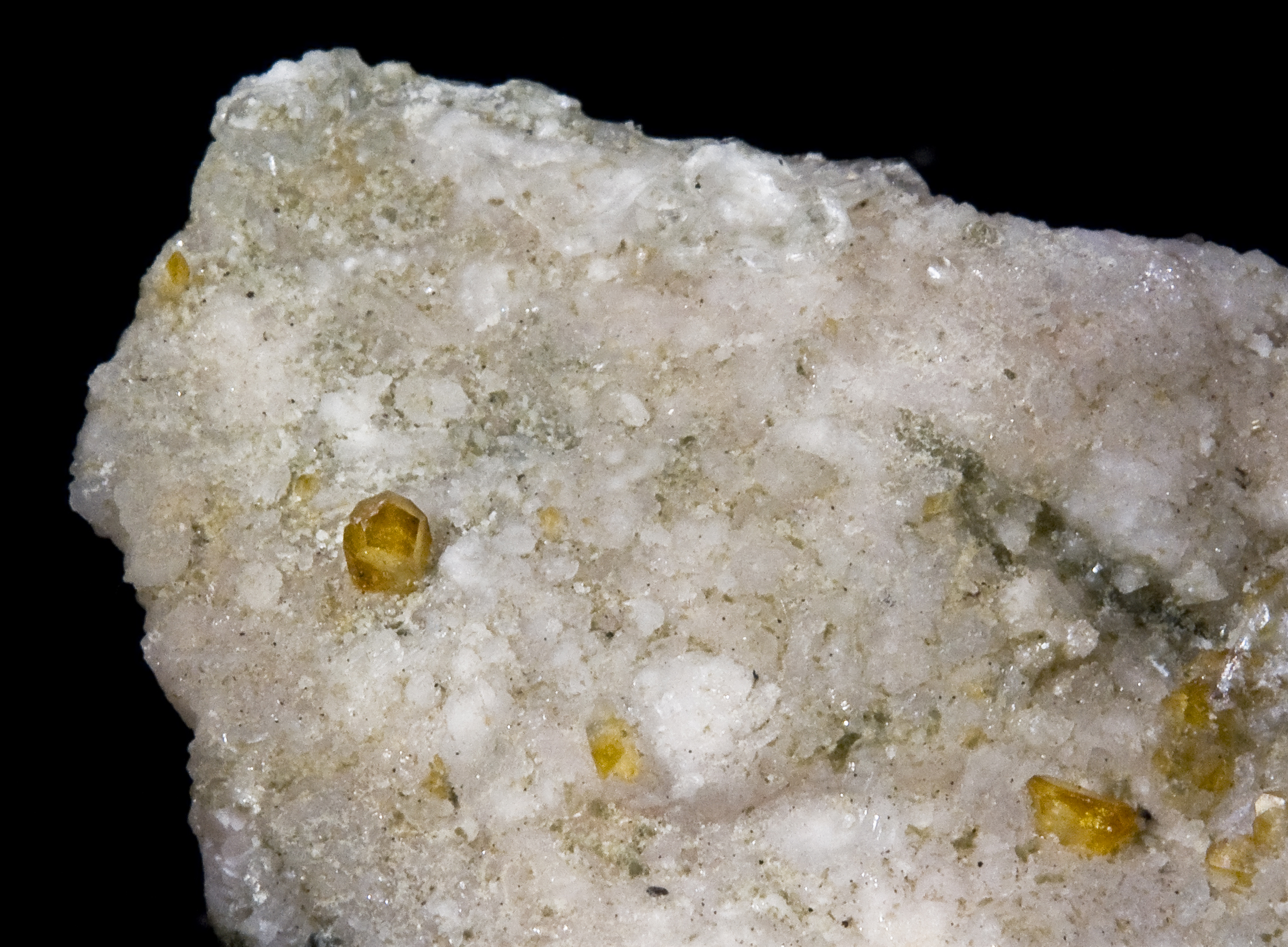
Célestine – Arignac, Tarascon-sur-Ariège (Ariège )
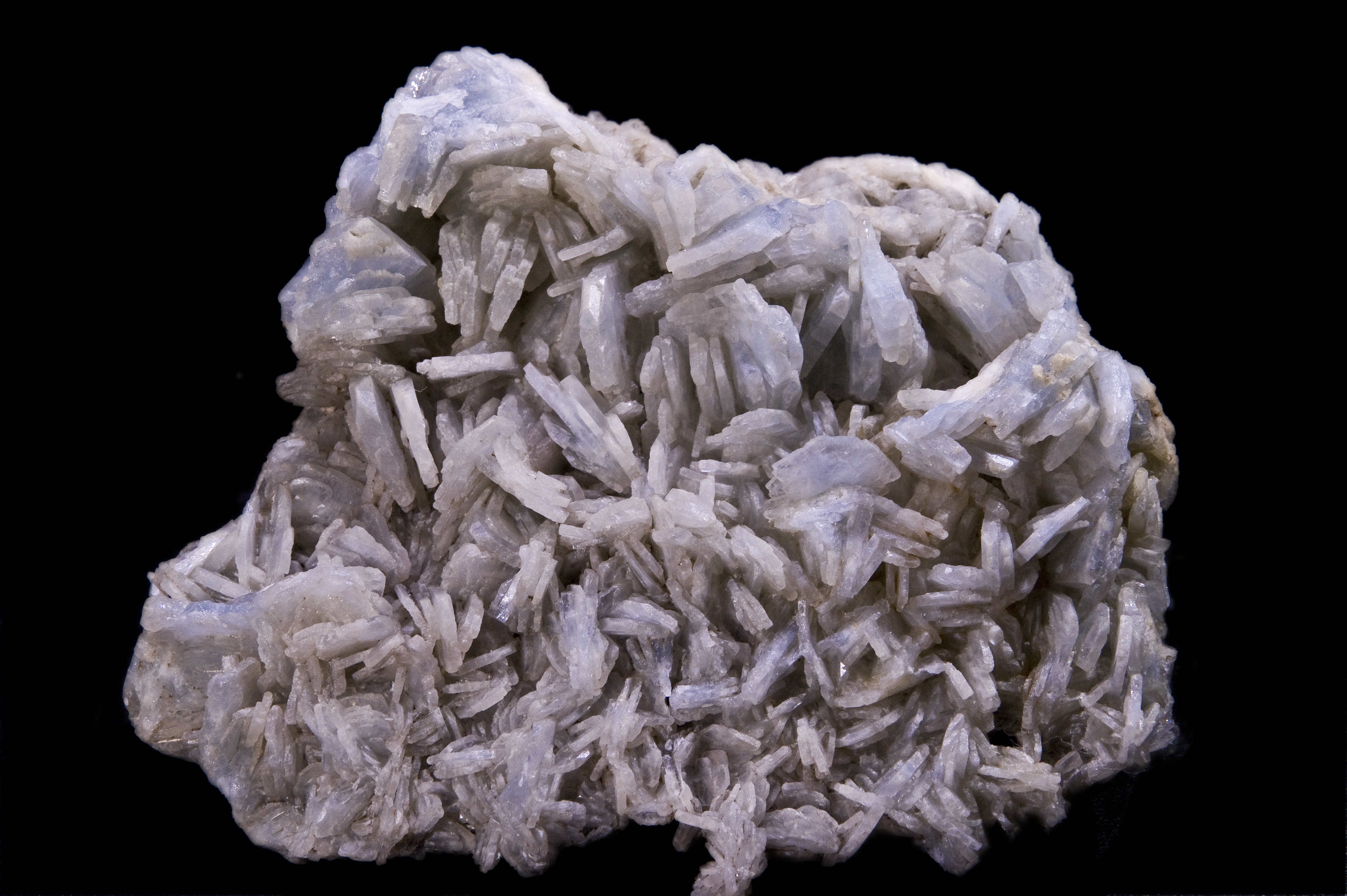
Barytocélestine – Basse Normandie
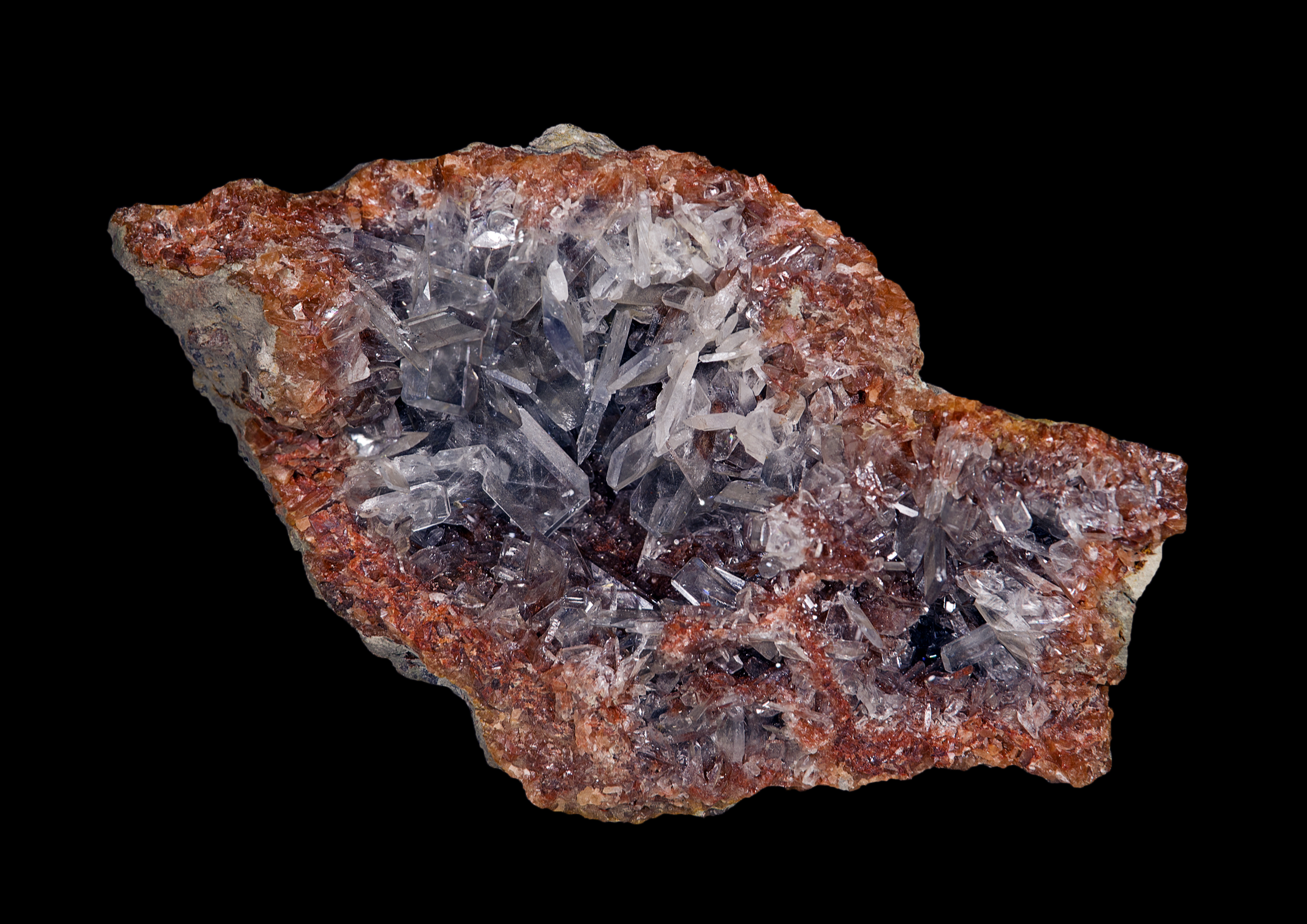
Célestine – Turkménistan – Muséum de Toulouse
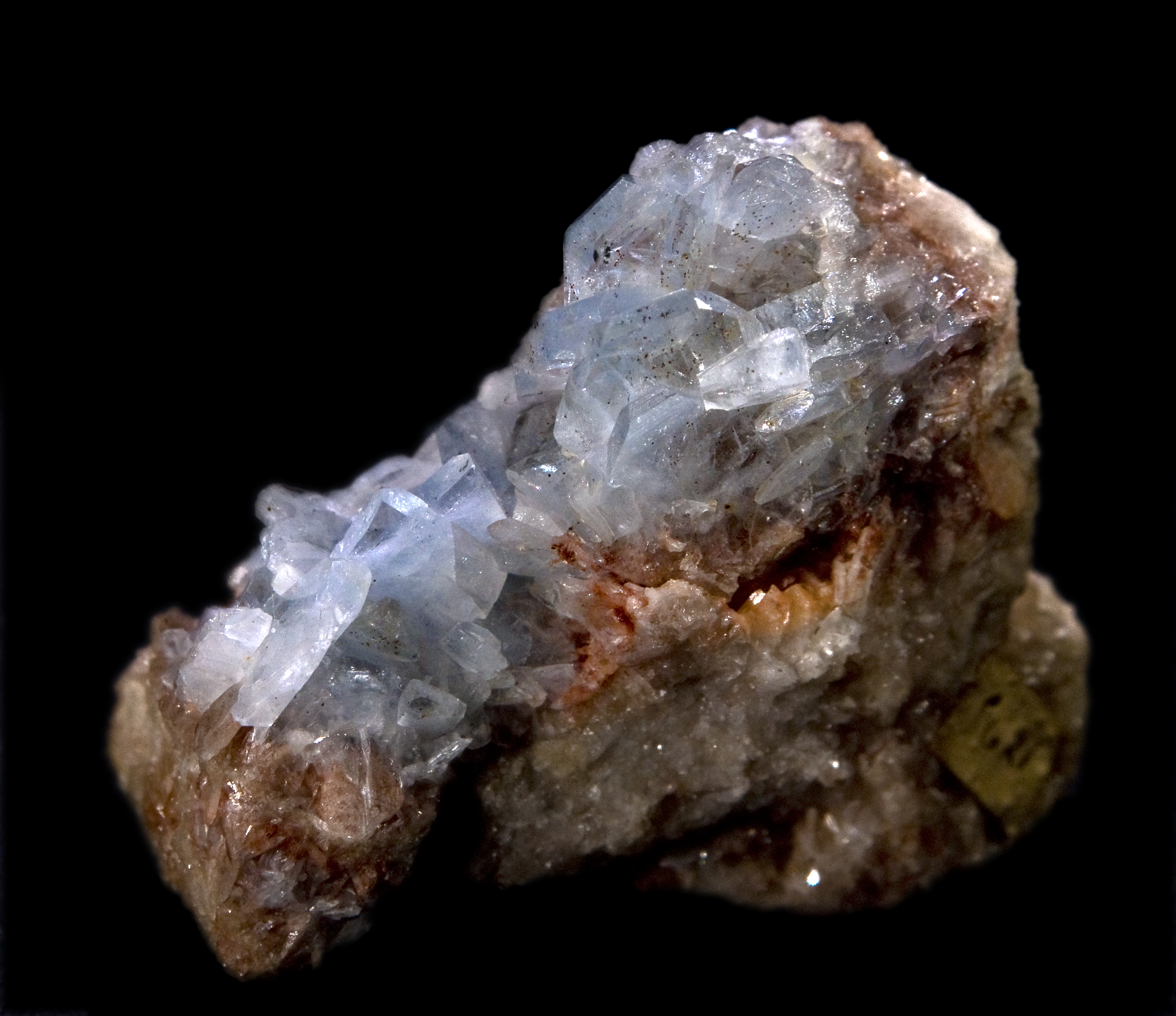
Célestine – Pyle-Hill – Bristol, Angleterre (4,5×4 cm)
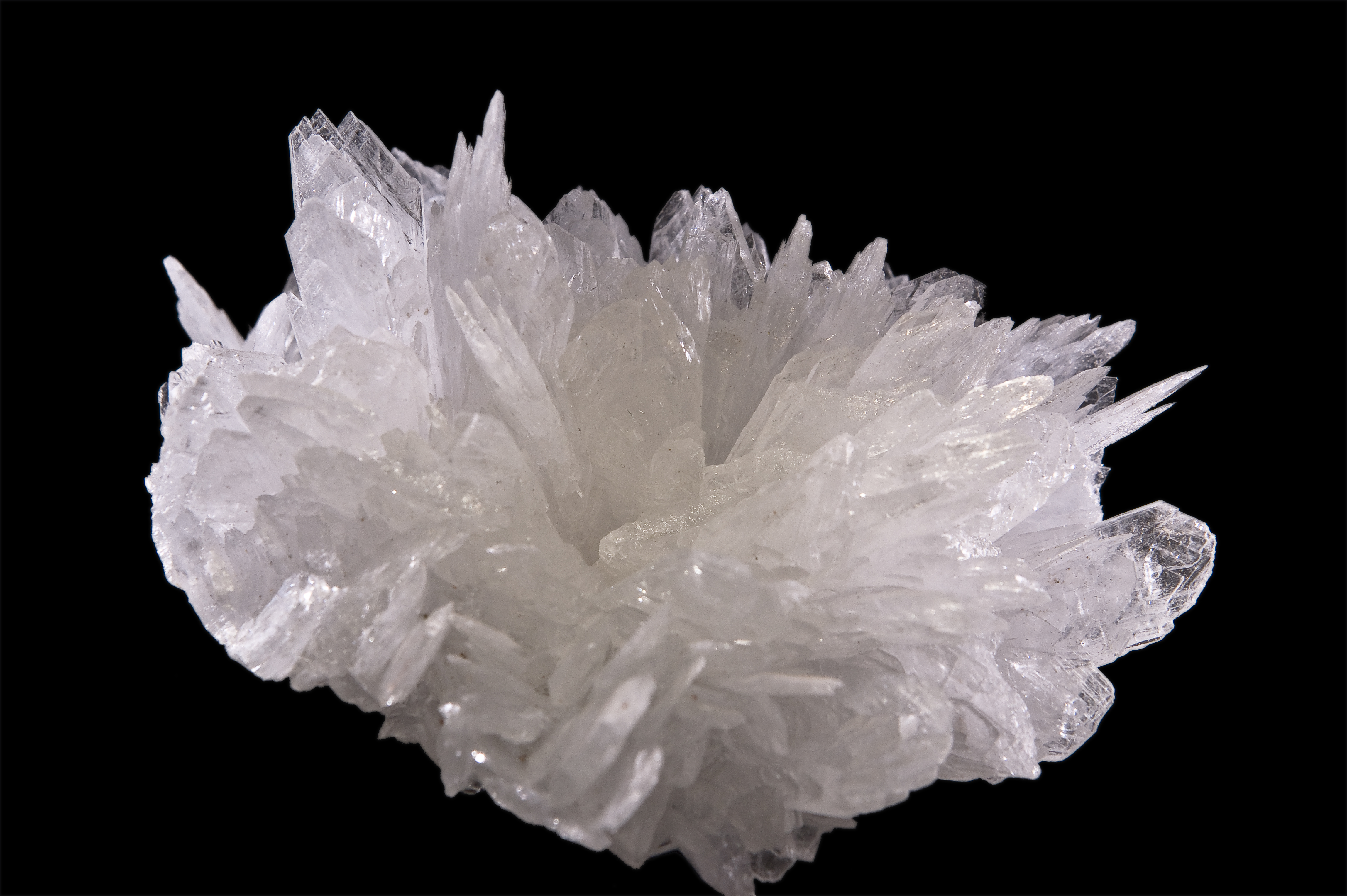
Célestine – Hammam-Zriba, Tunisie (7,8×5,5 cm)
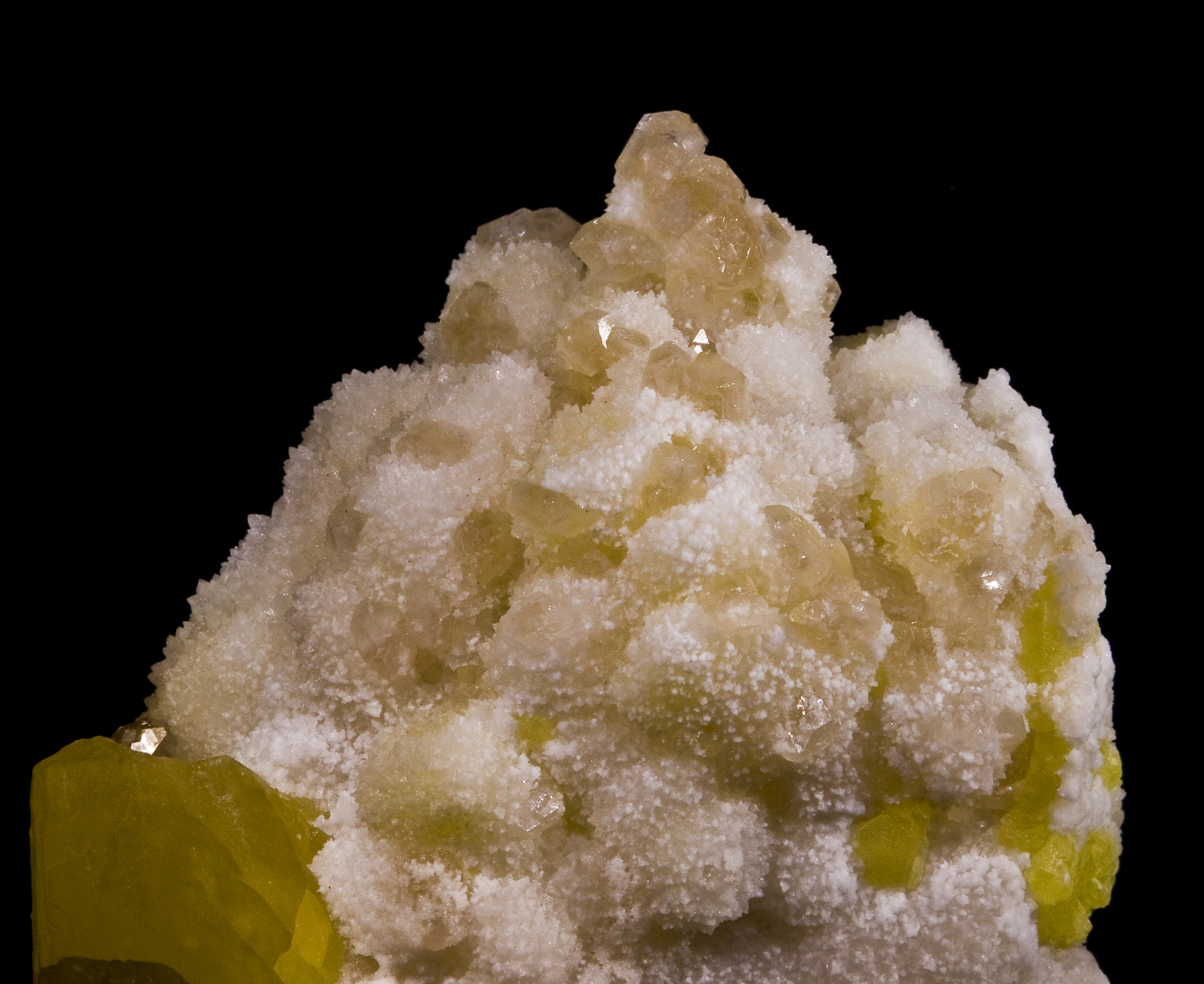
Célestine sur aragonite avec soufre – Sicile, Italie (9,5×7 cm)
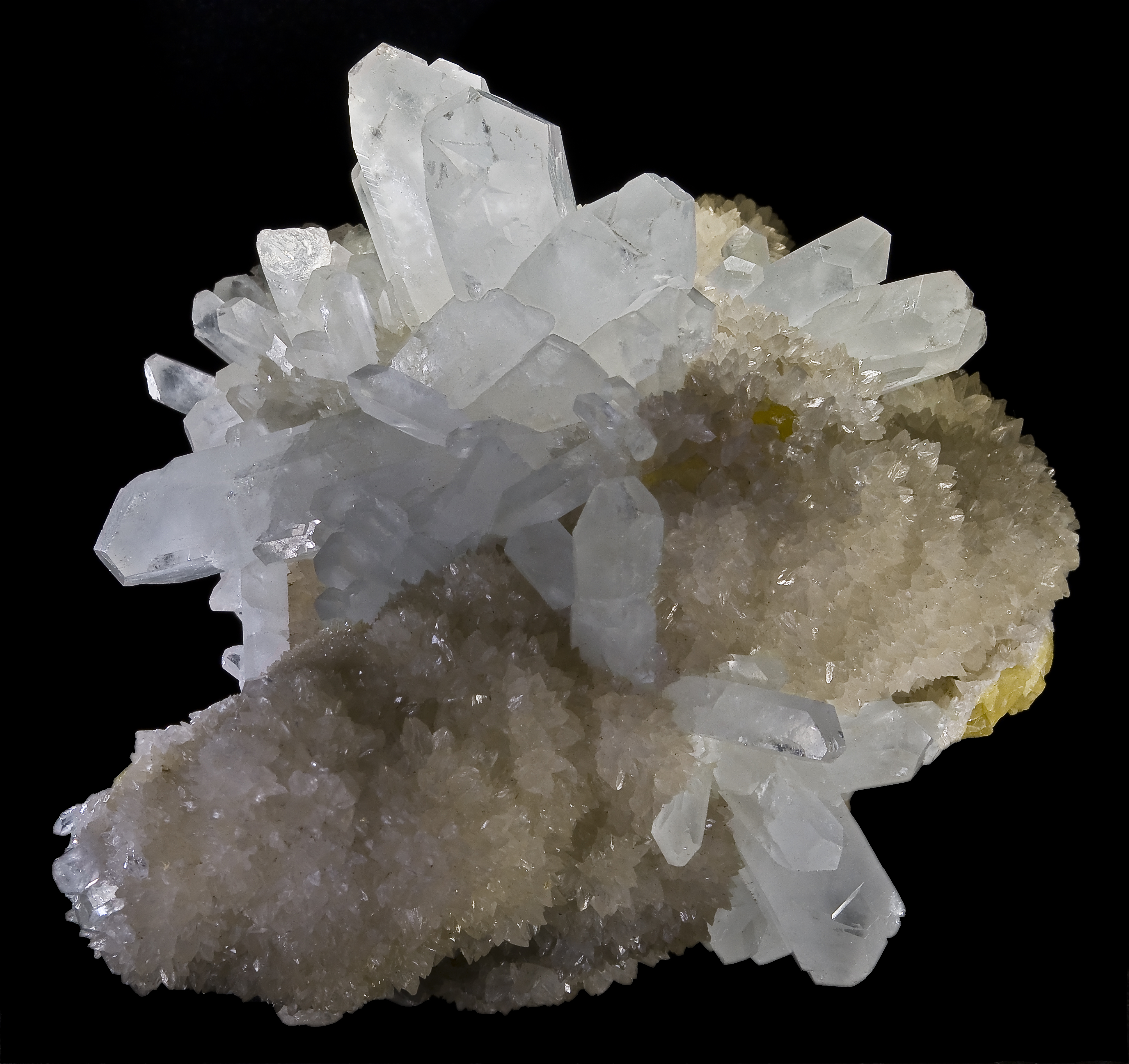
Célestine sur aragonite –  Sicile, Italie (11,5×10,5 cm)

## Utilisations
La célestine est le seul minéral extrait pour la production de sels de strontium, utilisés dans l'industrie sucrière pour l'enrichissement des mélasses ou le raffinage du sucre de betteraves.
Les sels de strontium servent aussi en pyrotechnie, pour la production de feux d'artifice (couleur rouge), parfois à base de Sr(NO3)2. L'élément Sr colore en rouge carmin les feux d'artifice, les feux de signal de détresse, voire les balles traçantes.
Les sels de strontium entrent aussi dans la fabrication de colorants, de batteries électriques, de verres iridescents spéciaux et d'émaux et de céramiques, de divers caoutchoucs et de peintures.
La célestine et la strontianite sont les principaux minerais de strontium.